# گو هارا
گو هارا (به کره‌ای: 구하라) (به انگلیسی: Goo Ha-ra) (زادهٔ ۱۳ ژانویهٔ ۱۹۹۱ در گوانگجو – درگذشته ۲۴ نوامبر ۲۰۱۹ در سئول) هنرپیشه، خواننده، مدل و رقاص در کره جنوبی بود. او به دلیل بازی در نقش «چوی دا هی» در مجموعه تلویزیونی شکارچی شهر شناخته شد. او عضو گروه کارا بود.
وی بر اثر خودکشی درگذشت. خودکشی او، یک ماه پس از خودکشی دوست صمیمی او سولی رخ داد.

## سریال‌های تلویزیونی
| سال  | عنوان                | شبکه        | یادداشت                                                            |
| ---- | -------------------- | ----------- | ------------------------------------------------------------------ |
| ۲۰۰۸ | The Person Is Coming | ام بی سی    | دختران مدرسه گانگ، along with پارک گوآری، جانگ نیکال و کنگ جی یانگ |
| ۲۰۰۹ | دلیر                 | ام بی سی    | کمیو                                                               |
| ۲۰۱۱ | گروه کارا            | تی‌وی توکیو  | هارا                                                               |
| ۲۰۱۱ | شکارچی شهر           | اس‌بی‌اس      | چویی دا هی (دختر رئیس جمهور)                                       |
| ۲۰۱۳ | گالیله ۲             | فوجی تلویژن | کمیو                                                               |
| ۲۰۱۴ | راز عشق              | DRAMAcube   | لی هیون جانگ                                                       |
| ۲۰۱۴ | اون خوبه، اون عشق    | اس‌بی‌اس      | کمیو (قسمت ۱۶)                                                     |